# Universidad Mayor Real y Pontificia San Francisco Xavier de Chuquisaca
La Universidad Mayor, Real y Pontificia de San Francisco Xavier de Chuquisaca es una universidad pública boliviana. Con sede en Sucre, capital de Bolivia, es la universidad más antigua de este país. Fue fundada el 27 de marzo de 1624, con el título de Real y Pontificia Universidad de San Francisco Xavier a través de la Bula Papal emitida por Gregorio XV el 9 de julio de 1621 y confirmada por Real Cédula del rey Felipe IV de 1622. 
Actualmente es una de las universidades bolivianas con mayor renombre internacional, en cuyas aulas alberga a estudiantes de Argentina, Brasil, Chile, Costa Rica, Perú y Venezuela, entre otros. Es una de las universidades más importantes y prestigiosas del país en cuanto impacto, excelencia y apertura, destacando por su labor en la investigación científica y por su interacción y extensión social. Tiene un buen número de relaciones y convenios con Universidades de América y Europa.
Según el Ranking Web de Universidades, Webometrics 2024, es considerada la quinta mejor universidad de Bolivia. Asimismo sería la tercera mejor universidad pública del país y la mejor universidad de Chuquisaca y por lo tanto la mejor universidad de la capital del país, Sucre.

## Historia
El primer dato histórico de la fundación de los claustros universitarios de San Francisco Xavier se da en el año 1600, cuando varias instituciones de la entonces Real Audiencia de Charcas y la Compañía de Jesús proponen al Reino de España crear un centro de enseñanza superior. Después de un arduo trámite, los jesuitas obtienen la autorización del papa Gregorio XV y del rey Felipe IV para otorgar grados académicos a los bachilleres del Colegio de Santiago (Institución predecesora de la universidad), en el momento de ser aprobada y creada mediante Real Cédula, se le otorgó el título de Universidad Real. 
El 27 de marzo de 1624, se establece por bula papal la patente fundamental que erige a la universidad bajo la advocación de San Francisco Xavier. 
La bula pasó a conocimiento del Real y Supremo Consejo de Indias y el 26 de mayo del mismo año se autorizó a los obispos de América a darle cumplimiento. A través de dicha bula se autorizó a los jesuitas otorgar grados académicos a quienes hubieran cursado cinco años en los colegios de la Compañía de Jesús en las Indias y Filipinas y que estos colegios distasen por lo menos doscientas millas de donde hubiera otra universidad.
La universidad jesuítica "San Ignacio de Loyola" fue hermana de la Universidad Mayor, Real y Pontificia de San Francisco Xavier de Chuquisaca, que fue fundada por la misma bula.

Los jesuitas llegados a las colonias de América, y radicados en la ciudad de La Plata (actual Sucre, Bolivia), fundaron una universidad que tendrá como patrón al glorioso padre San Francisco Xavier y se llamará de su nombre para que con su patrocinio y amparo sea el aprovechamiento de los estudiantes.

Los artífices de este hecho histórico fueron los sacerdotes jesuitas Juan Frías de Herrán, su fundador y Luis de Santillán el primer rector de la Universidad Mayor, Real y Pontificia de San Francisco Xavier de Chuquisaca. El primer ministro nativo fue el Dr. José Manuel de Segovia.
Las primeras materias que se dictaron fueron Teología Escolástica, Teología Moral, Filosofía, Latín y el lenguaje nativo aimara. Más tarde en 1681, bajo la autoridad del Arzobispo Cristóbal de Castilla y Zamora, se incluyó derecho canónico.
La fundación de la Real Academia Carolina en 1776 fue fundamental, a pesar de ser una institución de dependencia directa con la Real Audiencia de Charcas, guardaba un vínculo natural con San Francisco Xavier, pues recibió a los intelectuales y estudiantes más destacados y renombrados de la época, con esa particularidad se los conoció como los "Doctores de Charcas" quienes tuvieron un papel importante y protagónico en el Grito libertario de la Revolución de Chuquisaca del 25 de mayo de 1809, y en las revoluciones de independencia que se desencadenaron de esta. Sobresalen en este grupo los hermanos Manuel de Zudáñez y Jaime de Zudáñez, Bernardo Monteagudo y Manuel Rodríguez de Quiroga, a quienes también se les atribuye la autoría de los documentos doctrinales que inspiraron las revoluciones en Charcas, Argentina, Chile y Perú.
La universidad, desde su fundación hasta el día de hoy, simboliza una importante influencia en toda la ciudad de Sucre y para el país.

### Título de Universidad Mayor, Real y Pontificia

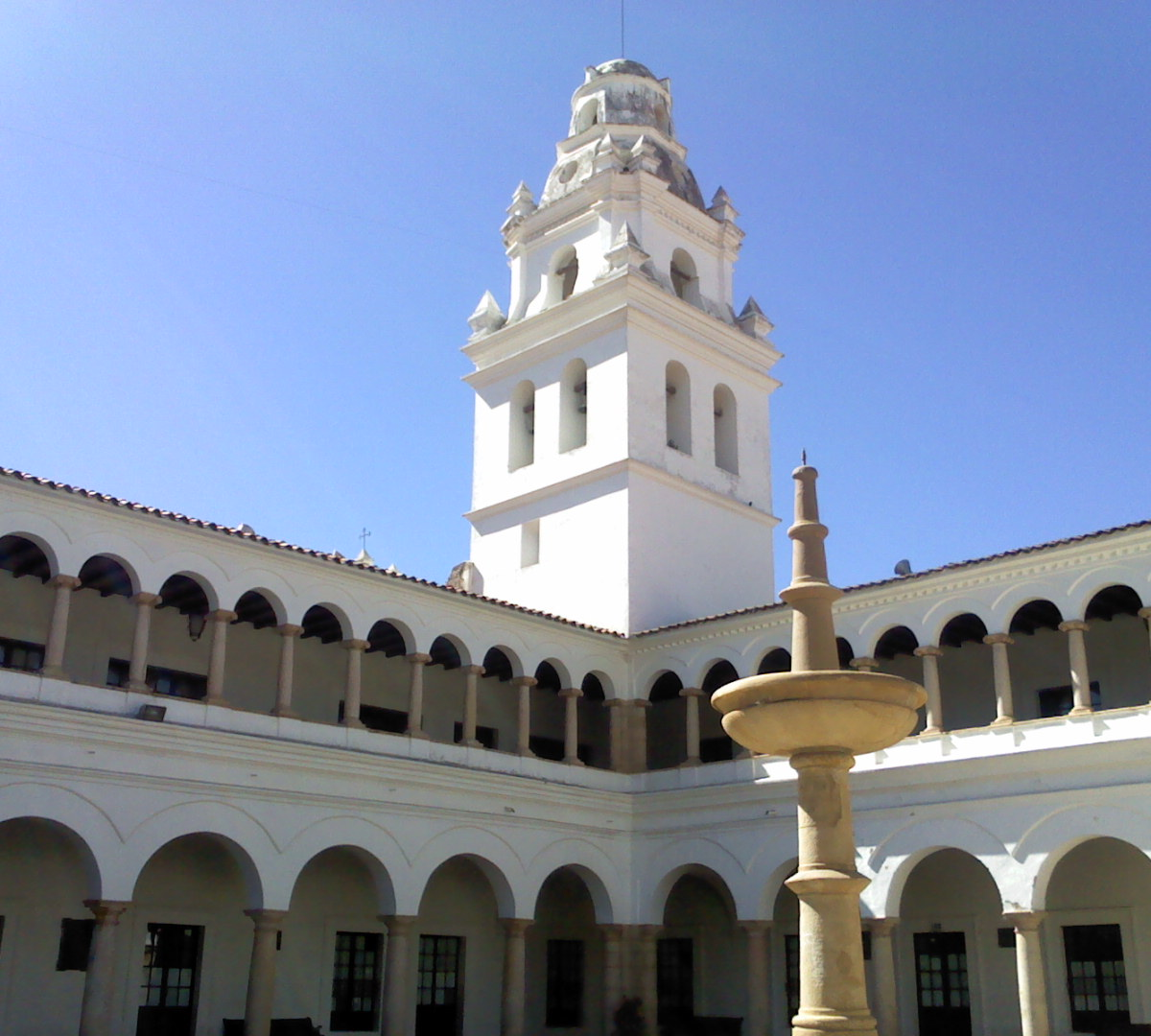
Universidad Mayor Real y Pontificia San Francisco Xavier de Chuquisaca

#### Universidad Pontificia
Al momento de planificar la fundación de la universidad, proceso iniciado el 2 de febrero de 1622 por la Real Cédula emitida por el Rey Felipe IV y revalidado a través de la Bula Papal del 8 de agosto de 1623, emitida por Gregorio XV, se dictaminó que la casa de estudios superiores habría de nacer con los títulos de "Real y Pontificia". Por lo que la San Francisco Xavier, junto a otras de las universidades católicas más antiguas del mundo, ostenta este rótulo de Universidad Pontificia.
Si bien todas las universidades eclesiásticas, dadas su labor y misión cristianas, también presentan este título solamente otorgado por el papa, no necesariamente implica que el resto de universidades que también gocen de este rótulo sean de estas características (como es el caso de la USFX).

#### Universidad Real
Este título se le otorgó a la universidad al momento de tramitarse su creación mediante Real Cédula de Felipe IV de España anterior a su fundación, al considerarse una universidad nacida en disposición de la Monarquía Hispánica.

#### Universidad Mayor
Finalmente este título se le otorgó al momento de ser reconocida como la primera universidad luego de la fundación de Bolivia, donde la afluencia de estudiantes, relevancia histórica e importancia política de la época fueron reconocidos mediante dicho título. Posteriormente a la USFX, el mismo título lo ostentarán la Universidad Mayor de San Andrés (UMSA) fundada en 1830 en la ciudad de La Paz y la Universidad Mayor de San Simón (UMSS) fundada en 1832 en la ciudad de Cochabamba.

### La Academia Carolina
Fundada en 1776 tomó el nombre del emperador Carlos III, monarca responsable de la introducción de la ilustración a España, esta institución empezó a funcionar dentro de las aulas de San Francisco Xavier, aunque era dependiente de la Real Audiencia de Charcas.
Estaba dirigida a la reorientación del enfoque del estudio del derecho dentro en la Universidad, relacionándolo de manera clara con las actividades jurídicas concretas que desempeñaba la Real Audiencia. Como parte complementaria de su formación curricular, los pasantes debían practicar en los estrados judiciales de la Audiencia durante dos años antes de graduarse, y otros dos años después de su graduación. Esta situación permitió a muchos jóvenes abogados trabajar de manera cercana con los oidores; poniéndolos al tanto no sólo de aspectos importantes de la vida política dentro de la administración colonial, sino de detalles de la vida social y hasta personal de los gobernantes que ejercían en La Plata.
Los pasantes de la Academia Carolina debían ser bachilleres en Derecho y tenían que seguir un estricto programa de estudios de dos años, reuniéndose tres veces por semana y siguiendo materias relacionadas con el Derecho, las ciencias naturales, la lógica y la metafísica, que los preparaban en el desempeño de las actividades y los procedimientos jurídicos propios del foro.
A fines del siglo XVIII, la Academia era la única institución de estudios jurídicos de importancia en el Virreinato del Río de La Plata y, en consecuencia, numerosos estudiantes de otros países acudieron a ella para prepararse en el estudio del derecho. Desde su fundación hasta el año cuando se desataron los hechos del 25 de mayo, la Academia Carolina había graduado a trescientos sesenta y dos doctores. Libre de las influencias escolásticas y religiosas, se constituyó en un foro de discusión sobre cuestiones jurídicas y también de teorías filosóficas y políticas de avanzada, incluyendo el origen de la autoridad en la sociedad y los derechos del pueblo, temas propios de una naciente modernidad. En sus aulas se cultivó la vigencia de un espíritu independiente, no sólo con relación a los moldes clásicos que habían dirigido los estudios hasta entonces; sino, también –alentados por las importantes ocurrencias sociales que tuvieron lugar en Estados Unidos en 1776 y en Francia en 1789– frente a la posibilidad del establecimiento de un gobierno independiente de España. Como una expresión clandestina del espíritu que se cultivó dentro de la Academia Carolina, desde fines del siglo XVII, circuló por las calles de La Plata una variedad de pasquines y caramillos anónimos con ingeniosos versos que criticaban a las autoridades españolas. Por estas características, la Academia Carolina se constituyó, en las palabras del historiador francés Clément Thibaud, en una verdadera "escuela de dirigentes para la independencia".

### Precursora en los Movimientos Independentistas en Hispanoamérica
Los historiadores Mesa y Gisbert dicen sobre la universidad:
"Las ideas precursoras de la independencia no se formaron tan solo en la academia Carolina, sino que habían ido madurando en las aulas de San Francisco Xavier".
Es aquí donde se formaron los hombres forjadores del proceso revolucionario del Alto Perú y de la América. La influencia de la universidad en la fundación de la república es indiscutible, fue en las aulas de San Francisco Xavier donde nació la doctrina que moviera todo el proceso emancipador de América del Sur. 

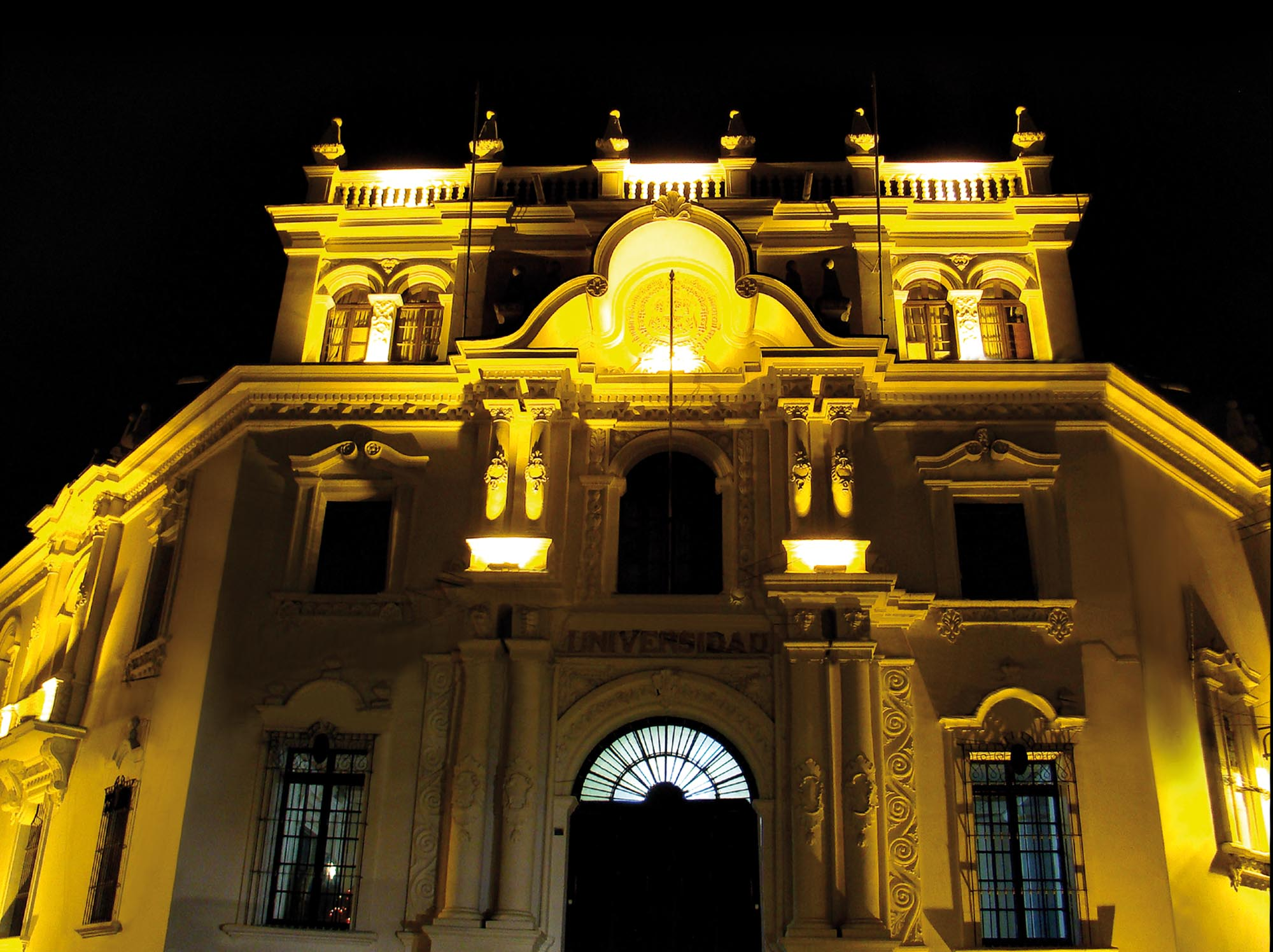
Histórico Edificio de la Universidad Mayor Real y Pontificia San Francisco Xavier de Chuquisaca, Vista nocturna

Universitarios charquinos analizaron la situación española y llegaron a las siguientes conclusiones:
1. El Rey Carlos IV había abdicado en favor de su hijo Fernando VII, que era el único rey legítimo. Este a su vez, influenciado por Napoleón Bonaparte abdicó a su favor. Este puso a su hermano, José I Bonaparte, al frente de la monarquía española, que es lo que se conoce como Abdicaciones de Bayona.
2. Ante esta situación la soberanía había vuelto al pueblo español, quien organizó juntas y se apresta para hacerle frente al invasor.
3. Si bien las juntas organizadas en España son expresiones de la soberanía popular, esto no caló en los americanos, pues no se consideraban vasallos del pueblo español sino del Rey. Por tanto, la soberanía debía volver al pueblo americano.

El papel de la Universidad fue muy importante porque ahí se incubaron y generaron las ideas revolucionarias, estudiaron a todos los políticos franceses e ingleses de la época, la independencia de los Estados Unidos de Norteamérica, la Revolución Francesa y la invasión de Napoleón Bonaparte a España.
Con todas estas ideas el ambiente de la ciudad de la Plata o Chuquisaca, estaba preparada para la rebelión. Los ánimos se exaltaron más ante la posibilidad de arreglos con la princesa Joaquina Carlota hermana de Fernando VII que pretendía el trono. Ante el apresamiento del fiscal Jaime de Zudáñez comienza el motín y también la guerra de la Independencia. 
Esta revolución, llamada Revolución de Chuquisaca o Revolución del 25 de Mayo marca el punto de partida a un desencadenamiento de movimientos emancipadores en toda América Latina, diversos revolucionarios que empezarían revueltas en el resto del continente habían madurado sus ideas en las aulas de la Universidad Mayor, Real y Pontificia de San Francisco Xavier, tal es el caso del revolucionario Mariano Moreno en Argentina, Mariano Alejo Álvarez en Perú, el propio Jaime de Zudáñez en La Plata, Pedro Domingo Murillo en La Paz, y más tarde pero no menos representativamente José Mariano Serrano, quien declararía la independencia de Bolivia en 1825.
La universidad ha recibido distintos reconocimientos al considerarse la cuna de los movimientos emancipadores que dieron libertad a América Latina.

#### Papel en la Guerra de Independencia y etapa fundacional de Bolivia 1810-1825
El rol de la universidad fue determinante porque orientó la redacción y aprobación de las primeras constituciones que definirían la estructura y organización del estado. 
Al ser la única universidad vigente en toda la etapa de la guerra de independencia en el actual territorio de Bolivia y ser también la única universidad vigente en los primeros años de la República, hasta la fundación de la Universidad Mayor de San Andrés de La Paz en 1830, las aulas de San Francisco Xavier eran centros de debate y de discusión permanente sobre el futuro de la nueva nación. De hecho, en estos mismos ambientes sesionó la Asamblea General de Diputados de las Provincias del Alto Perú desde el 10 de julio hasta el 26 de octubre de 1825, que declaró la independencia y fundó un nuevo Estado. La facilidad de la materia en leyes de sus estudiantes ayudó a que estos fueran los principales argumentadores de las primeras leyes y cartas magnas de la naciente república.
Muchos de los profesionales que se habían formado en la Universidad Mayor, Real y Pontificia de San Francisco Xavier de Chuquisaca asumirían cargos de gran importancia con el nacer de Bolivia, siendo presidentes, y representantes de distintas asambleas que formarían el carácter de la nación. 

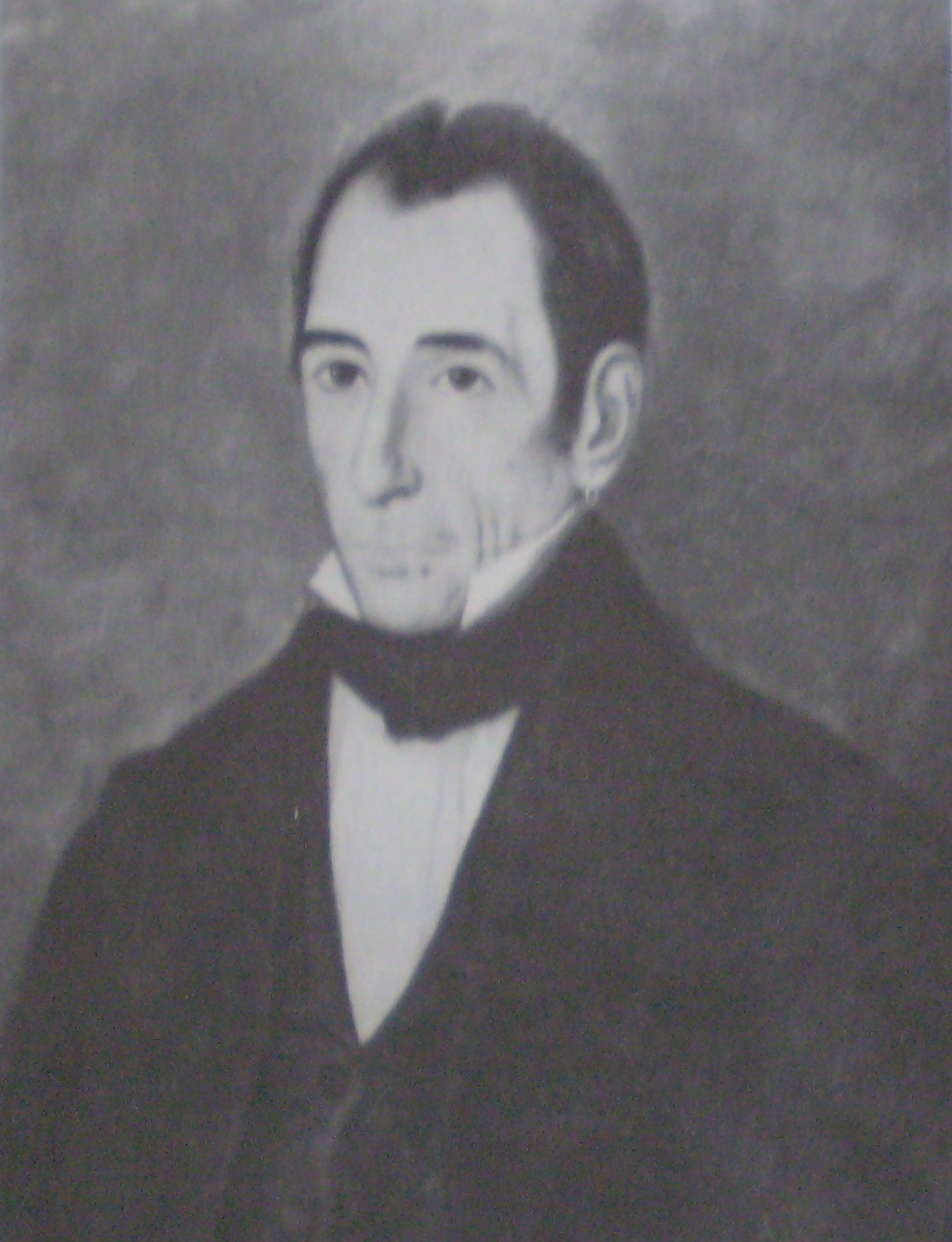
José Mariano Serrano, expresidente de la asamblea que declaró la independencia de Bolivia

Un caso resaltante es el de José Mariano Serrano que fue dos veces presidente Interino de Bolivia y expresidente de la Asamblea que declaró la Independencia del mismo país.

### Precursora de la Autonomía Universitaria en Bolivia
A finales del siglo XIX y principios del siglo XX, las universidad de Latinoamérica recibieron la influencia de las doctrinas liberal, positivista y marxista, que en alguna medida, inspiraron la redacción del Manifiesto Liminar de Córdoba que en junio de 1918 anunció oficialmente el movimiento reformista de la Universidad Nacional de Cordova y que a su turno influyó en las proclamas de autonomías de las universidades con relación al estado y la iglesia.
Esta corriente revolucionaria llega a San Francisco Xavier, en los años 1922 y 1923, cuando el gobierno del presidente Bautista Saavedra Mallea (1870-1939) toma la decisión de clausurar el funcionamiento de la Federación de Estudiantes de Chuquisaca, con una desmesurada fuerza policial. Más tarde en 1924, mientras la Universidad Mayor, Real y Pontificia de San Francisco Xavier de Chuquisaca celebraba los 300 años de su fundación, el sector estudiantil se pronunció en un Manifiesto a la Nación por la Autonomía Universitaria, argumentándola como la salida a la crisis que esta casa de estudios superiores había estado pasando.

Este manifiesto desencadenaría una serie de movimientos estudiantiles a nivel nacional que propugnando la necesidad de implementar la autonomía a las universidades del sistema nacional.
En 1925, con motivo del Centenario de la República, el Congreso Pedagógico presidido por el Dr. Daniel Sánchez Bustamante (1871-1933), él se pronunció expresamente a favor de la Autonomía Universitaria, quien posteriormente incorporo la Autonomía Universitaria en el Estatuto de la Educación Pública del 25 de julio de 1930.
Luego el 15 de septiembre de 1927, el Rector de la Universidad Real y Pontificia de San Francisco Xavier de Chuquisaca, Dr. Renato Riverin Azurduy, propuso al Ministro de Instrucción Dr. Víctor Muñoz Reyes; la Reforma Universitaria "siendo su base angular la autonomía económica ", el proyecto fue remitido al Poder Legislativo en noviembre de 1927, pero el proyecto fue catalogado de deficiente y desorientado.
El proyecto del Rector Riverin Azurduy indicaba claramente el de otorgar la libertad de Cátedra, de pensamiento y la libre administración de sus recursos, por lo tanto, la autonomía económica, este proyecto fue rechazado por el gobierno de Hernando Siles Reyes y procedió años más tarde como documento base para elaborar el Decreto del 25 de julio de 1930.
Entre los autonomistas más destacados, resaltan el rector Renato Riverin Azurduy, el profesor Ramón Chumacero Vargas y el doctor Jaime Mendoza Gonzales, primer rector de San Francisco Xavier una vez que es aprobada la ley que pone en vigencia la autonomía universitaria en 1930, sin embargo, seria en el gobierno del general Carlos Blanco Galindo, el 11 de enero de 1931, que a través de un referéndum nacional se consagra la Autonomía Universitaria en Bolivia.

### Símbolos de la universidad

#### Escudo Universitario
El padre Juan Frías de Herrán, al dar las Constituciones en 1624, señalaba el sello y escudo de la universidad del siguiente modo: 
“Y por que conviene que aia un sello particular para señalar los títulos de los grados, y para los demás despachos de la Universidad, se hará un sello de acomodada proporción, y tamaño que contenga en sí las armas de la Universidad, las cuales se ande fijar asi mismo sobre la puerta principal de la Universidad, poniendo en la parte superior Jesús (IHS) y a la mano derecha las armas del Rey Nuestro Señor, y a la izquierda las del Señor Patrono de la Universidad (el glorioso Padre San Francisco Xavier, apóstol de las Indias) y en la parte inferior las de la Ciudad, en la forma que mejor se pueda disponer, y estas mismas se han de dibujar y poner siempre en iluminación o pintura en todos los títulos de los Grados”. 

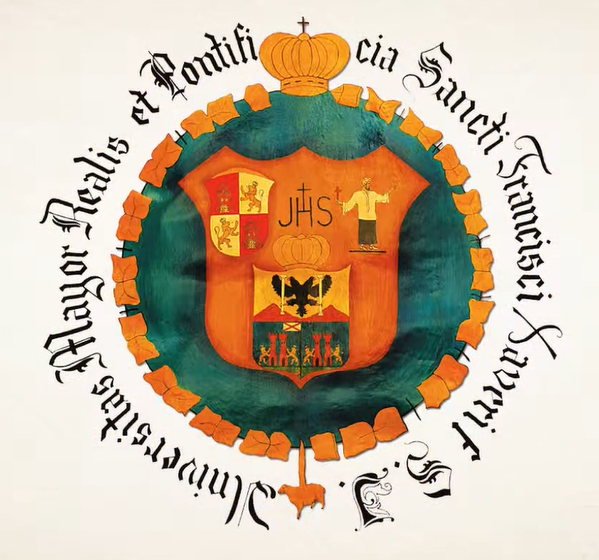
Primer y original escudo de la USFX descrito por Frías de Herrán, escudo actualmente en desuso

En los títulos expedidos, el sello universitario para Bachilleres era el siguiente: 
“La parte superior dividida en dos cuarteles, en el de la derecha las armas de Castilla (dos torres con dos leones rampantes), en la izquierda San Francisco Xavier con una cruz en la mano. En el cuartel inferior el águila de dos cabezas al medio de las columnas de Hércules”.

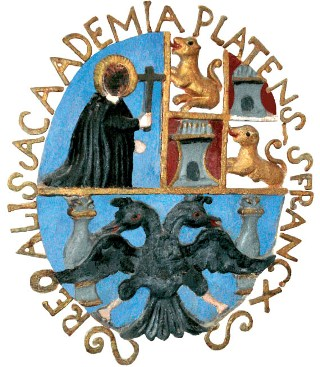
Antiguo sello universitario para Bachilleres, se transformó en el escudo oficial de la USFX

El primer escudo descrito se encuentra en la fachada del histórico edificio central de la USFX, actualmente este escudo no es usado como escudo oficial de la universidad y en la mayoría de estudiantes de la universidad y la población general sucrense desconocen su existencia. 
El segundo escudo que Frías de Herrán señala, como el sello universitario para títulos de bachilleres, es el que la universidad ha modernizado y adaptado para su uso oficial en la actualidad.
El actual escudo de la universidad se encuentra presente en muchos puntos de la ciudad, tanto en edificios facultativos, de carrera, administrativos, en edificios históricos que le pertenecen a la universidad, como también en monumentos, un caso especial es que el actual escudo se encuentra presente en la fachada de la histórica Casa de la Libertad de la ciudad de Sucre, edificio que históricamente funcionó como Sala Mayor o Aula Magna de la Universidad Mayor, Real y Pontificia de San Francisco Xavier de Chuquisaca y que hoy se constituye como el museo nacional más importante de Bolivia.

#### Bandera Universitaria
Fue creada el 8 de julio de 1944 por el Honorable consejo universitario y el entonces rector Dr. Aniceto Solares por medio de una resolución, que considerando que el Seminario San Cristóbal y el Colegio San Juan Bautista fueron el núcleo en el que se fundaría la universidad, y que estas instituciones usaban como distintivo insignias rojas y azules, respectivamente, resolvió:
 Art. 1º.- La Bandera de la Universidad constará de dos fajas horizontales, una de color rojo y otra azul y en el centro el escudo de la Universidad.
La Bandera Universitaria se lleva en todas las ceremonias oficiales de la universidad junto a la bandera de Bolivia. Es posible ver la bandera izada en todos los edificios de la universidad el día del aniversario de su fundación.
Hoy en día la fórmula de colores y su respectiva disposición se ha convertido en un símbolo nacional representativo de la comunidad universitaria, siendo adoptado con los años por diversas universidades del Sistema de Universidad Boliviana, incluso siendo los colores oficiales del Comité Ejecutivo de la Universidad Boliviana (CEUB).

#### Himno Universitario
Redactado en un documento de 1909 con letra de Jorge Suástegui Mendieta, Música de Alfredo Jáuregui Rosquellas, extraído del archivo de La Casa de la Libertad. El himno de la USFX es entonado en todos los actos públicos de la universidad.

## Estructura y Organización
Está administrada por un Consejo Interno y un Consejo Universitario 
Rectorado: Secretaría General, DTIC, Auditoría Interna, Planificación y Evaluación Institucional, Dirección de Relaciones Internacionales. 
Vicerrectorado: Secretaría Académica, Oficina de trámites, Comisión Académica, Centro de Postgrado e Investigación (CEPI). 
Facultades: Facultad de Ciencias Agrarias, Facultad de Arquitectura y ciencias del Hábitat, Facultad de Contaduría Pública y Ciencias financieras, Facultad de Integral defensores del Chaco, Facultad de Ciencias Económicas y Empresariales, Facultad de Ciencias de Enfermería, Facultad de Humanidades y Ciencias de la Educación, Facultad de Ingeniería Civil, Facultad de Medicina, Facultad de Odontología, Facultad de Tecnología, Facultad de Ciencias Químico Farmacéuticas y Bioquímicas, Facultad de Tecnologías de la Salud, Facultad de Ingeniería Mecánica - Eléctrica - Electrónica.
Institutos: Instituto de Patología, Banco de Sangre, Instituto de Cancerología, Instituto Nuclear, Instituto Tecnologías de la Alimentación.
Unidades administrativas: Dirección Administrativa y Financiera, Departamento de Finanzas, Departamento de Infraestructura, Dirección De Interacción Social y Extensión Universitaria, Dirección de Bienestar Universitario, Dirección de Investigación Ciencia y Tecnología, Dirección de Recursos Humanos, División Planillas, División Docente Administrativo.
Cuenta también con sus propios centros de salud; Hospital Universitario USFX, Seguro Social Universitario (SSU) y Seguro Social Universitario Estudiantil (SSUE).

## Infraestructura
Se considera que la universidad está enmarcada en un campus urbano, es decir, que sus distintas carreras, institutos, oficinas, etc. se encuentran a lo largo del radio de la ciudad, aunque es normal que ciertos edificios de una facultad en común estén en la misma zona geográfica, tal es el caso de la Facultad de Humanidades y Ciencias de la Educación o la Facultad de Ciencias y Tecnología.
Los edificios de la universidad son característicamente blancos, al igual que el histórico edificio central de la universidad, este color distintivo es usado para respetar el centro patrimonial de la ciudad de Sucre que gana su atractivo porque todos los edificios que rodean el casco viejo de la ciudad son de este mismo color.
El resto de edificios más alejados del centro patrimonial se distinguen por sus muros delicadamente enladrillados, constando siempre con el nombre de la carrera o facultad y un escudo de la universidad a la vista.

### Edificio Histórico Central
Se ubica en el casco viejo de la ciudad de Sucre, con un característico color blanco con detalles en dorado, en este edificio funcionan las principales oficinas administrativas y académicas de la universidad, allí también se encuentra el llamado Paraninfo Universitario, salón de honor o Aula Magna de la Universidad. Desde la época colonial hasta la actualidad este edificio se ha convertido en un ícono característico de la capital.
En su frontis se destaca el escudo de la universidad de 1624 (en desuso) y la palabra "Universidad", ambas resaltantes en color dorado.

### Ex-Facultad de Derecho

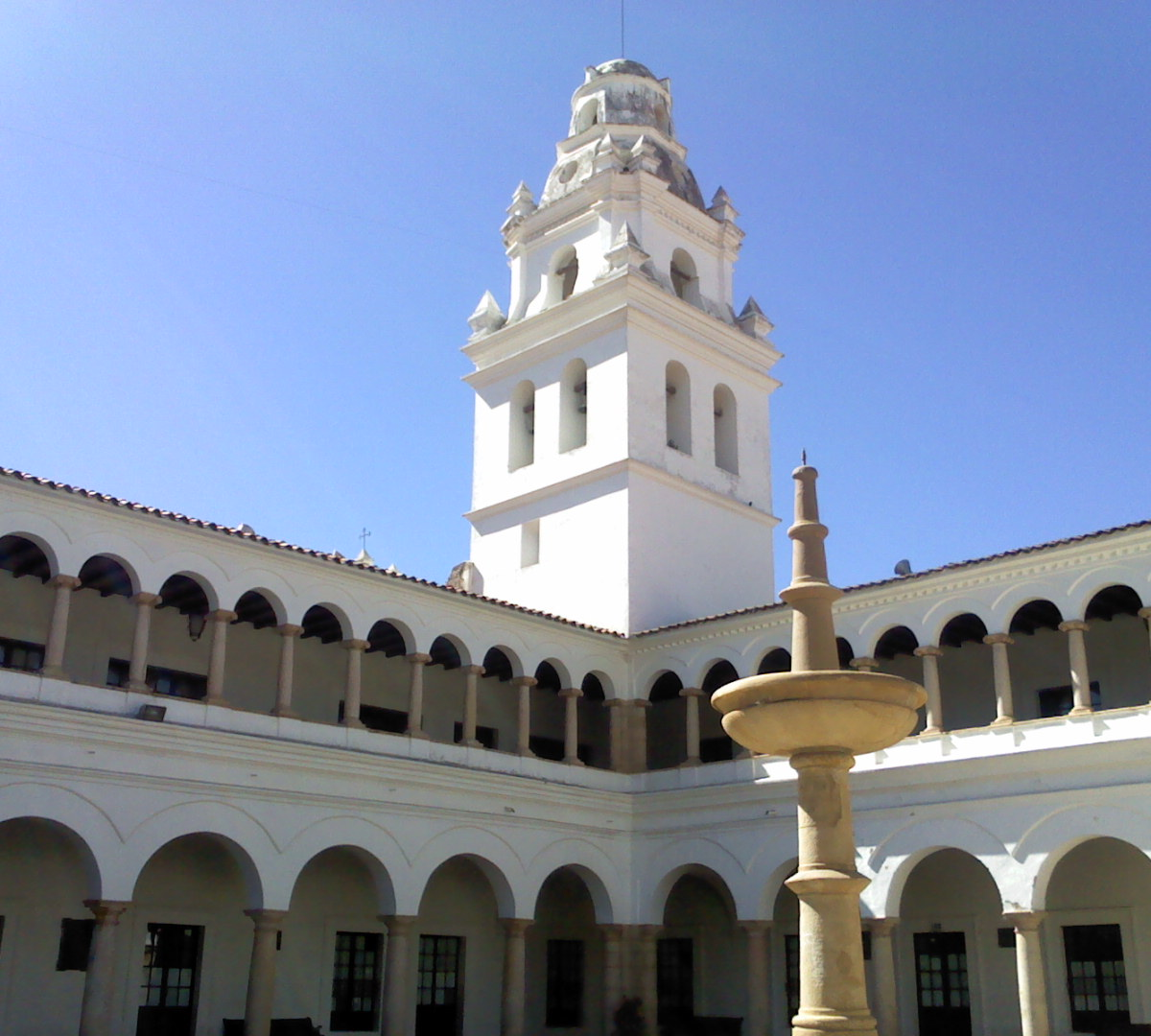
Patio Histórico de la Ex-Facultad de Derecho

Ubicado a escasos metros del edificio central de la universidad, esta facultad resalta por la uniformidad de las entonces aulas de la Facultad de Derecho de la Universidad, por estas aulas pasaron los grandes pensadores y revolucionarios que influyeron al continente con sus respectivos movimientos independentistas. A pesar de solo llevar adelante las cátedras de una carrera, se la denominó Facultad por su majestuosidad e importancia histórica. Este magno edificio es característico por la imponente torre de la Iglesia de San Miguel que se eleva en su fondo. Hoy, este edificio se ocupa como oficinas administrativas de la universidad, como biblioteca, como también en su patio se llevan a cabo importantes eventos institucionales. 
Es en este edificio donde se regía el Colegio de Santiago, institución predecesora de San Francisco Xavier. 
Esta facultad se encuentra representada en el billete de primera serie de 100 bolivianos que aún se encuentra en circulación, con el texto "Universidad de San Francisco Xavier de Chuquisaca".

### Campus Universitario USFX
Es un campus propio de la Universidad Mayor, Real y Pontificia de San Francisco Xavier de Chuquisaca ubicado en la ciudad de Sucre, dicho campus tiene en sus instalaciones a la Facultad de Arquitectura y Ciencias del Hábitat y Facultad de Ingeniería Civil, además de las oficinas de la División de Servicios Académicos (DSA). En sus aproximaciones se encuentran la Facultad de Derecho, Ciencias Políticas y Sociales, la Facultad de Ciencias Tecnológicas de la Salud y uno de los edificios de la Facultad Técnica.

## Academia

### Facultades y Carreras
La Universidad Mayor, Real y Pontificia de San Francisco Xavier de Chuquisaca (USFX) tiene su sede en la ciudad de Sucre (Área concentrada), distribuye a las diferentes facultades y carreras en infraestructuras en el radio de toda la ciudad. La universidad también extiende su oferta académica a otras localidades en el territorio Chuquisaqueño (Áreas desconcentradas).
La estructura académica de la universidad se divide en 4 grandes áreas del conocimiento: Ciencias Sociales y Humanísticas, Ciencias Económicas y Financieras, Ciencias de la Salud y Ciencias tecnológicas y Agropecuarias. De estas áreas se deprenden 16 facultades.
La universidad cuenta también con un campus concentrado llamado Campus Universitario USFX en la zona Ex-Refisur de la ciudad de Sucre, que concentra varias Facultades en sus instalaciones, además de oficinas de servicios académicos y otro tipo de oficinas administrativas.
La oferta académica de pregrado de la USFX se enfoca principalmente en el nivel Licenciatura, aunque también oferta una variedad carreras de nivel Técnico Universitario Medio (TUM) y Técnico Universitario Superior (TUS).
Desde 1985, la universidad impulsa la formación posgradual cuya oferta académica es administrada por el Centro de Postgrado e Investigación (CEPI) dependiente del Vicerrectorado de la USFX, ofertando cada año distintos programas de Diplomados, Especialidades, Maestrías y Doctorados, de distintas áreas de conocimiento, no solo en Sucre, sino en las subsedes de La Paz, Santa Cruz, Cochabamba, Potosí y Oruro.

### Modalidades de admisión
- Examen de admisión: La admisión por Examen, como prueba de evaluación, es uno de los mecanismos por el cual, los bachilleres postulantes, podrán adquirir la condición de estudiante regular y continuar estudios universitarios. Se compone de un examen de conocimiento, prueba única digital, diferenciada por áreas del conocimiento con materias y ponderaciones específicas.
- Cursos Pre-universitarios: Dos pruebas, con respectiva preparación en cursos gestionada por la misma universidad, diferenciada por áreas del conocimiento con materias y ponderaciones específicas.
- Olimpíada científica: Certamen del saber que otorga a cada uno de sus ganadores el derecho a una plaza para alguna de las carreras preestablecidas.
- Ingreso libre: Admisión directa, vigente en carreras de nivel técnico superior, con ciertas excepciones: En la Ciudad de Ciudad de Sucre: Informática, Petróleo y Gas Natural, (del área Tecnológica), diseño de Interiores del Área de (Arquitectura), Laboratorio Clínico (del área de Ciencias de La Salud ). En Carreras desconcentradas, Petróleo y Gas Natural T.S. del área (Tecnológica), Contaduría Pública T.S. (del área Ciencias Financieras). Pueden seguir estudios superiores sin haber cumplido con el requisito de examen de admisión.
- Mejor alumno: La Universidad otorga a los mejores bachilleres de cada colegio de Chuquisaca, el derecho a una plaza en una carrera a elección, siempre y cuando exista plaza para la misma, teniendo prioridad los de más altos promedios. La admisión implica un trámite de acreditación previo.
- Admisión especial: Modalidad de admisión directa de profesionales o egresados de la universidad del sistema o de entidades reconocidas por ésta.
- Mérito deportivo: Extensión del examen de admisión, para jóvenes que representen a la Institución, obteniendo logros y reconocimientos a nivel Departamental, Nacional o Internacional.
- Convenios Nacionales: Admisión directa de bachilleres en el marco de convenios entre la USFX y universidades del sistema de la Universidad Boliviana.
- Convenios Extranjeros: Admisión de estudiantes extranjeros de acuerdo a convenios internacionales, bilaterales.

## Deportes

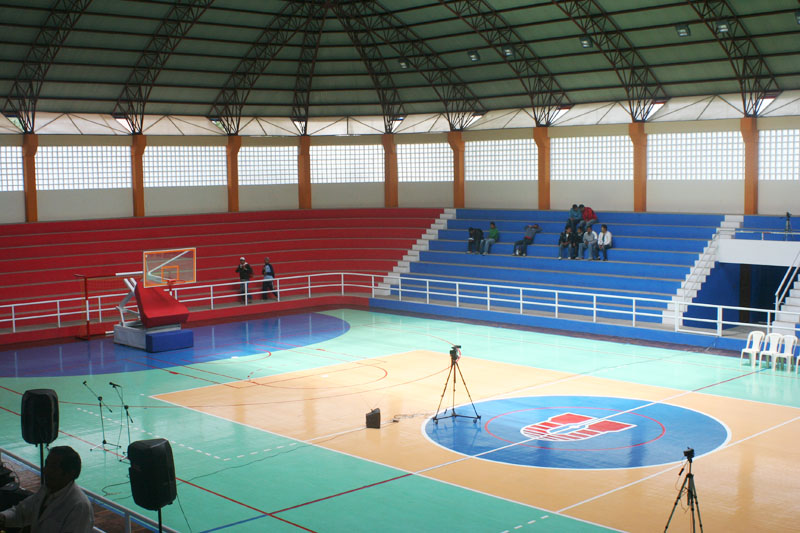
Centro deportivo Universitario II, Sucre

La universidad posee equipos deportivos en Fútbol, Baloncesto, Voleibol y Fútsal. En la actualidad existen más de 10 diferentes infraestructuras para la práctica de los mismos.

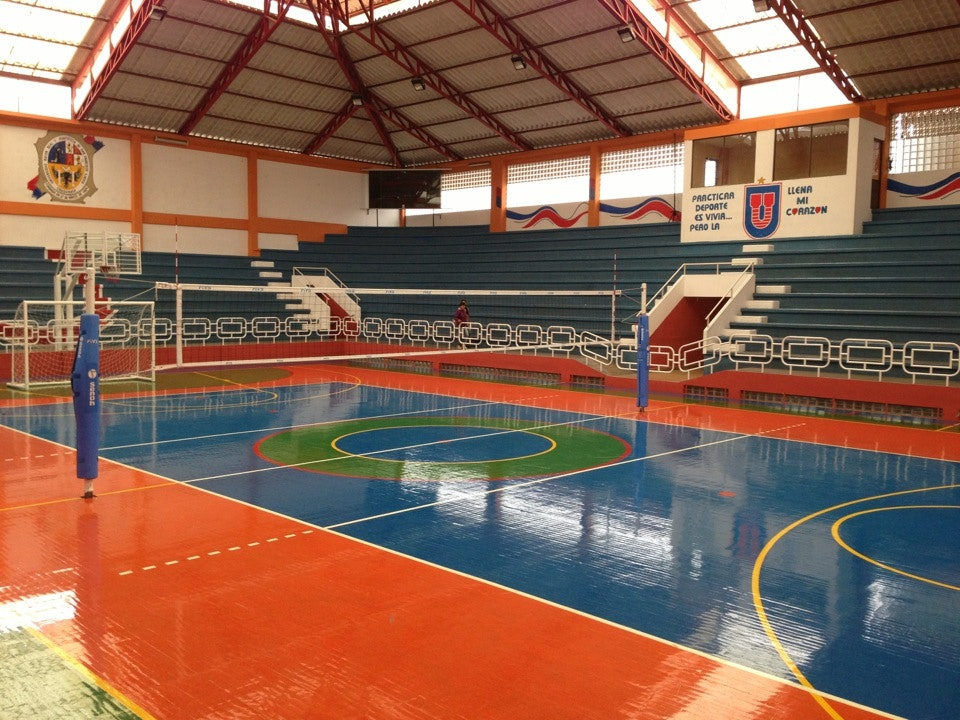
Coliseo Universitario I, Sucre

De entre todos estos equipos resalta el Club Universitario de Sucre, mismo que gracias al formato de ascensos y descensos a las categorías profesionales de la Liga del Fútbol Profesional Boliviano y Federación Boliviana de Fútbol pudo llegar a ser equipo profesional dos veces, e incluso logró obtener dos veces el campeonato profesional de la mencionada Liga (LFPB): Campeonato de Primera División 2008 (Bolivia) y Campeonato de Primera División 2013-14 (Bolivia).
Por consecuente, gracias a sus más destacadas campañas, el Club llegó a jugar la Copa Libertadores de América en 3 ocasiones y la Copa Sudamericana en 2.
Actualmente el Club Universitario de Sucre juega en la segunda división Boliviana.

## Cultura

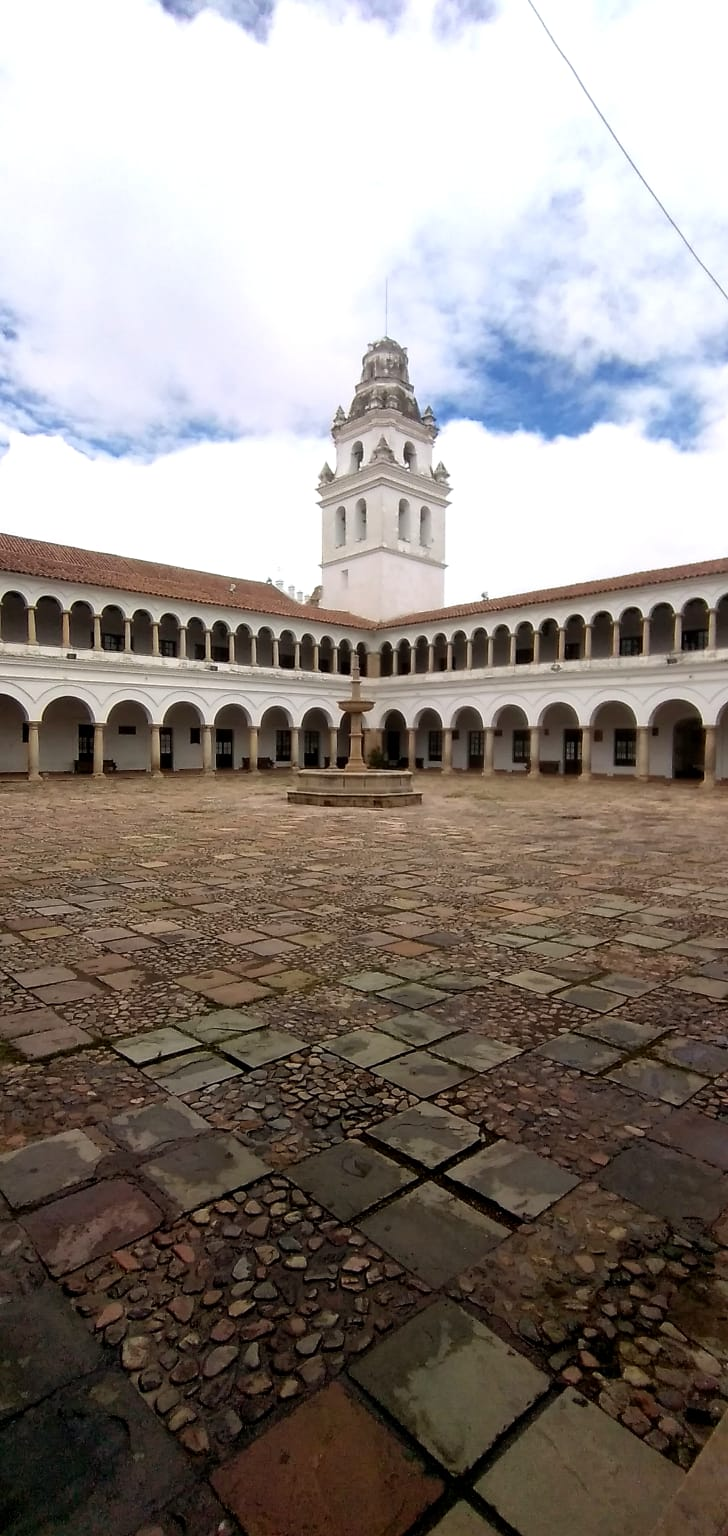
Vista frontal del Patio histórico de la Universidad

De Universidad Mayor, Real y Pontificia de San Francisco Xavier de Chuquisaca dependen un conjunto de museos ubicados en el centro histórico de le ciudad de Sucre:
- Museo Antropológico, alberga alrededor de 3000 piezas arqueológicas, relacionadas con el pasado prehispánico de diversas culturas de Bolivia, que provienen desde el año 1.200 a. c. hasta el siglo XV de nuestro tiempo.
- Museo Colonial "Charcas"] considerado como uno de los museos referentes más importantes de arte en Bolivia y Sudamérica, alberga colecciones con obras pictóricas de gran valor pertenecientes a maestros europeos del Manierismo y Barroco, así como de artistas notables de la Real Audiencia de Charcas y diferentes escuelas virreinales de la pintura mestiza. Posee valiosas colecciones de pintura, escultura, platería y muebles pertenecientes a la época colonial, constituida aproximadamente por 1800 obras. En sus mismas instalaciones se encuentra una Galería de Arte Moderno con obras icónicas y representativas de artistas chuquisaqueños, bolivianos y muchos otros artistas de otros países del continente y del mundo.
- Museo Universitario Costumbrista "Casa Deheza", inmueble colonial del año 1800, presenta una exhibición de trajes, vestidos y objetos de finales del siglo XIX y principios del siglo XX, en situaciones de la vida popular y cotidiana de los distintos grupos sociales, da muestra de la vivencia de la época de oro que se desarrolló la ciudad de Sucre, se trasmite el contexto histórico de la vida pública, privada y popular basadas en una extensa colección.
- Museo Dr. Alfredo Gutiérrez Valenzuela, Ofrece al público una abundante colección de objetos decorativos de renombradas firmas europeas que reflejan el gusto y el lujo de los siglos XIX y XX en la sociedad Sucrense.

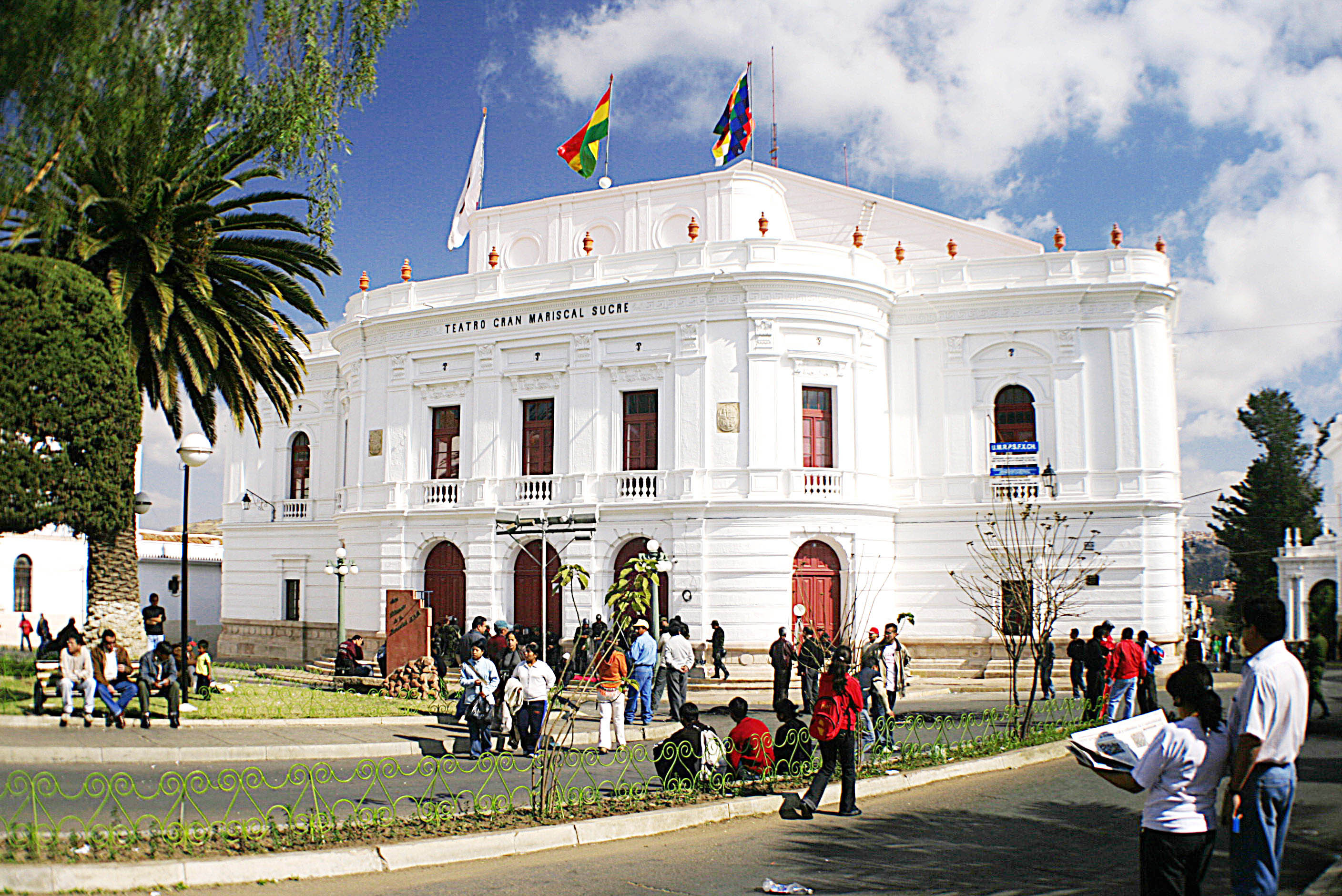
Teatro Gran Mariscal Sucre, perteneciente a la USFX

Además de museos, centros deportivos, edificios administrativos, facultativos y de carreras, la universidad es dueña de varios edificios históricos ubicados en el casco viejo de la capital, entre ellos resalta el Teatro Gran Mariscal Sucre. También la universidad tiene una serie de monumentos de personajes históricos en distintos puntos de la ciudad, en plazuelas, plazas, etc. 
La presencia del campus universitario metropolitano de la universidad, con sus 16 unidades facultativas distribuidas al rededor de la ciudad, ha logrado que Sucre sea considerada como la "ciudad universitaria" de Bolivia. Según los datos publicados por la Dirección de Planificación y Evaluación Académica de la propia USFX, a inicio del año académico 2024, la universidad cuenta con 43.085 estudiantes, distribuidos en 85 carreras y programas. De la totalidad de éstos, 29.281 individuos provienen del departamento de Chuquisaca, mientras que 13.161 (séase el 30,5%) son oriundos de departamentos del interior del país y 643 (es decir el 1,6% del total), provienen del extranjero. La distribución de estudiantes por departamentos y países (exterior) se desglosa de la siguiente forma:
1. Chuquisaca: 29 281
2. Potosí: 7801
3. Santa Cruz: 1774
4. Tarija: 1361
5. La Paz: 850
6. Exterior: 643
7. Cochabamba: 626
8. Oruro: 497
9. Beni: 232
10. Pando: 20

La universidad resalta con su rol protagónico en la conservación, formación y difusión del patrimonio cultural y artístico del departamento de Chuquisaca, tanto con museos, teatros y centros de formación artística de la capital.
Así mismo es de la Universidad Mayor, Real y Pontificia de San Francisco Xavier de Chuquisaca que dependen la Radio Universitaria 94.0 FM - Sucre  y la Televisión Universitaria - Sucre "TVU". La universidad y sus diversas facultades y carreras también hacen publicaciones escritas como la revista Expresión, la revista Ciencia, Tecnología e Innovación, la revista Investigación & Negocios y Boletín Económico Virtual.
La universidad ha otorgado títulos Doctor Honoris Causa  y también otorga su característico reconocimiento: Medalla Fray Juan Frías y Herrán a intelectuales y altruistas destacados por sus méritos académicos y su labor investigativa.

## Investigación

### Centros y institutos de investigación
- Instituto de Agroecología y Seguridad Alimentaria
- Instituto de Botánica y Ecología - Herbario del Sur de Bolivia
- Instituto de desarrollo rural integral (IDRI)
- IIH - Instituto de Investigaciones del Hábitat
- Instituto de Aguas
- Instituto de Transporte y Vías de comunicación (ITVC)
- Instituto de Materiales (I.M.)
- Instituto de Investigación en Ingeniería Aplicada Meca-Electrónica y Robótica (I3AMyR)
- Instituto Experimental de Biología (I.E.B.)
- Instituto de Investigación de Contaduría Pública, Ciencias Financieras, Comercio Exterior y Aduanas -IICOFICOM
- Unidad de Investigación e Interacción y Observatorio Regional de la Gestión Pública